# Ja myślę
Ja myślę – pierwszy singel zespołu Made in Poland. Nagrań dokonano jesienią 1984 roku.

## Lista utworów
1. „Ja myślę” – 3:40
2. „Obraz we mgle” – 5:50

## Twórcy
- Robert „Rozzy” Hilczer – wokal
- Krzysztof „Córa” Grażyński – gitara
- Piotr Pawłowski – gitara basowa
- Artur Hajdasz – perkusja